# Elard Ordemann
Elard Ordemann (* 14. Mai 1866 in Bremen; † 26. Dezember 1945 in Gadderbaum) war Pastor und Heimatforscher.

## Biografie
Ordemann wurde als zweites Kind des Metzgermeisters, späteren erfolgreichen Goldsuchers in Australien und Getreidehändlers Conrad Ordemann (1819–1902) und seiner Frau Auguste Sophie Maria Caroline Hartig (1835–1866) geboren. Die Mutter verstarb kurz nach seiner Geburt. Sein älterer Bruder Johann Anton (1864–1941) war der Vater von Hilda Heinemann, geb. Ordemann.
Er besuchte die Realschule von Christoffer Debbe in der Pelzerstraße und das Alte Gymnasium  in Bremen. Ordemann war verheiratet mit Elisabeth Auguste Dolle (1865–1941). Der Ehe entstammt der Sohn Gustav Adolf.
Er studierte seit 1886 Theologie an der Universität Tübingen, der Universität Halle und der Universität Bonn. Er wurde 1892 Pfarrer an der Nikolaikirche in Gröpelingen. Ordemann machten die kirchlichen Gegensätze in der Gemeinde zu schaffen, bei denen er einen orthodoxen Standpunkt vertrat.
Neben seiner theologischen Tätigkeit hatte er auch Interesse an der Geschichte seiner Umgebung: Im Selbstverlag veröffentlichte er 1928 das 36 Seiten umfassende Heft Bilder aus Gröpelingens Vergangenheit, in dem er bildreich die Entwicklung des außerhalb der bremischen Stadtmauern gelegenen Bauerndorfs zu einem durch Industrie geprägten Stadtteil Bremens sowie seine Bewohner und ihr Leben beschreibt.
Ordemann starb in Gadderbaum, Kreis Bielefeld, im „Haus Morija“ und wurde nach Überführung nach Bremen am 17. Oktober 1947 auf dem Friedhof Gröpelingen, Grabstelle: Nr. 66,  beigesetzt.

## Schriften
- Bilder aus Gröpelingens Vergangenheit, Selbstverlag, Bremen 1928 (2. Auflage 1970).